# Nonan
Nonan er et lineært alkan med den kemiske formel CH3(CH2)7CH3
Nonan har 35 strukturelle isomerer. Tripropylen er en blanding af tre bestemte isomerer af nonan.

## Forekomst
Nonan udvindes hovedsagelig af petroleum men forekommer tillige naturligt i små mængder i visse planter, fx i lime og Nepeta racemosa
|  | Infoboks uden skabelon Denne artikel har en infoboks dannet af en tabel eller tilsvarende. |